# Valvetronic

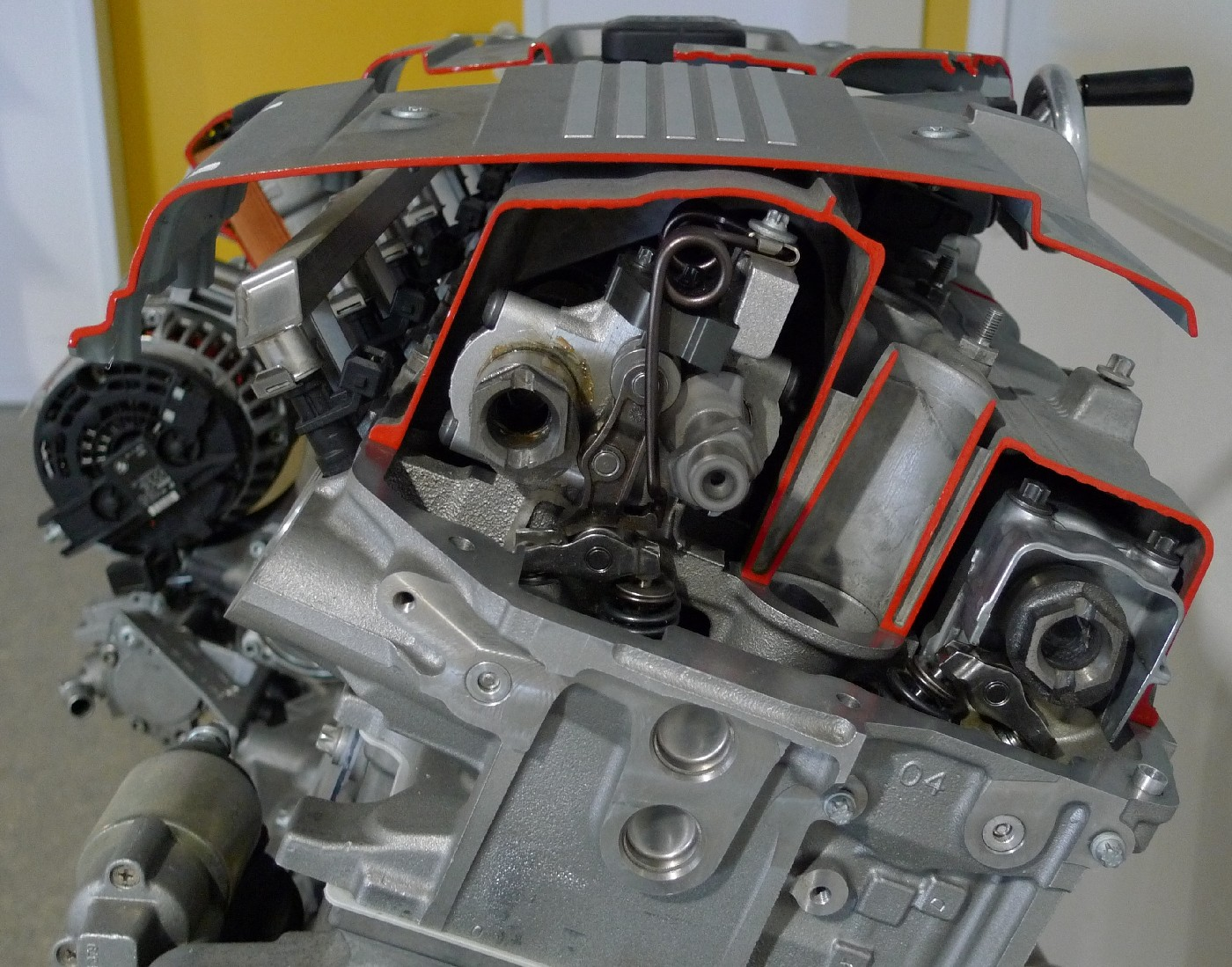
Sistema Valvetronic do motor BMW N52

O sistema Valvetronic é um sistema de elevação variável de válvulas da BMW, que em combinação com o VANOS, permite o ajuste infinito do tempo e da duração de abertura da válvula de admissão. O sistema pretende melhorar as emissões e economizar combustível. Torna desnecessário o corpo de borboleta.
Introduzido pela primeira vez pela BMW no compacto 316ti em 2001, o sistema Valvetronic tem sido adicionado a muitos dos motores da BMW.